# Bernardino de Rebolledo
Bernardino de Rebolledo y Villamizar fue un noble, militar, poeta, erudito y diplomático español (León, bautizado el 31 de mayo de 1597-Madrid, 27 de marzo de 1676), primer conde de Rebolledo, embajador de Felipe IV en Dinamarca entre 1648 y 1661, y caballero de la Orden de Santiago.

## Biografía
Hijo de Jerónimo de Rebolledo, señor de Irián, cuyo título heredará, y de Ana de Villamizar y Lorenzana, descendía por línea directa de don Rodrigo, ennoblecido por el rey de León y Asturias don Ramiro I tras la batalla de los Lodos contra los musulmanes. Su destino primero fue militar, iniciándose en las armas a los catorce años en Italia (1611), como declara la lápida de su sepulcro en la Catedral de León, con el grado de alférez de una compañía de infantería de marina en las galeras de Nápoles y Sicilia. Participó en la guerra contra el Imperio otomano a las órdenes del príncipe Filiberto de Saboya y Pedro de Leiva y destacó en varias acciones, llegando al grado de capitán. 
En 1626 pasó a Lombardía bajo las órdenes de Ambrosio Spinola y combatió en la Guerra de Sucesión de Mantua. En 1630 recibió una grave herida de arcabuz en el sitio de Casale Monferrato, pero llevó a Felipe IV las llaves del castillo conquistado y el monarca le otorgó el título de gentilhombre del Cardenal Infante don Fernando, título que unió al hábito de la Orden de Santiago que le había sido concedido en 1628. Posteriormente, en Dinamarca, el recuerdo de aquella herida le inspiró la obra teatral Amar despreciando riesgos y algunos poemas. 
De Italia pasó a Flandes bajo las órdenes del cardenal infante don Fernando, quien fue para él un verdadero mecenas, cual testimonian los numerosos poemas que le dedicó; después guerreó en el Palatinado y representó al rey en la Dieta de Ratisbona.
Fue gobernador del Palatinado alemán durante la Guerra de los Treinta Años. En esta guerra intervino en diversas comisiones, pero la principal, que le valió de parte del emperador de Alemania Fernando II de Habsburgo el título de Conde del Sacro Imperio Romano con denominación de Conde de Rebolledo (1636), fue haber llevado las negociaciones diplomáticas entre el emperador y los electores de Colonia y Maguncia. Satisfecho de sus servicios, Fernando III ratificó dicho título en carta fechada en Praga, 5 de septiembre de 1638, aunque don Bernardino, siempre prudente y precavido, no quiso aceptar el título hasta lograr el visto bueno del rey de España Felipe IV, que le llegó en carta fechada el 23 de junio de 1638. 
En 1640 fue nombrado maestre de campo general del tercio de infantería española y se le concedió el gobierno de la plaza de Frankenthalen, donde su tenaz resistencia contra el asedio en que lo mantuvo el ejército sueco más de tres meses logró que por fin abandonaran el sitio. Tras esto obtuvo el cargo de superintendente militar del Palatinado y en enero de 1643 se le nombró gobernador y capitán general del mismo. Se le siguieron encomendando labores diplomáticas diversas y al fin, en 1647, volvió a España para intervenir en los disturbios de Cataluña, si bien Felipe IV le volvió a destinar a Alemania para asistir al Tratado de Westfalia.
Después fue enviado a Copenhague a principios de 1647 y allí permaneció trece años como embajador en la Corte de Dinamarca y espía del Papa, a quien representó además ante la corte polaca. Mantuvo una nutrida correspondencia con la reina Cristina de Suecia, a quien visitó de incógnito por orden de la casa real danesa a fin de que suscribiera un tratado de paz que concluyera la guerra entre ambos países, lo que consiguió, en efecto, en la Paz de Roskilde (1654). Su relación con la reina Cristina, epistolar y personal, en latín, sobre temas teológicos, convenció a la reina para convertirse al catolicismo. Rebolledo obtuvo, además, que su sobrino Antonio Pimentel de Prado fuera nombrado primer embajador español ante la corte sueca y la reina Cristina, que instituyó la Orden del Amaranto (todavía existente), les concedió el honor de nombrarlos entre los primeros condecorados junto a los condes de Dona y de Tot.
Don Bernardino de Rebolledo era ya embajador plenipotenciario español ante los países escandinavos y Polonia y, cuando la reina Cristina de Suecia decidió abdicar, Rebolledo participó activamente organizando desde Copenhague su huida, la cual ella llevó a cabo vestida de hombre. En Hamburgo la esperaba Rebolledo, quien la trasladó hasta la casa de su amigo judío sefardita Moshe Texeira. Desde allí se dirigió a Roma y fue bautizada católica por el Papa. Fue este un gran éxito de Rebolledo, quien era además de embajador de España el representante personal del Papa ante las iglesias católicas clandestinas de Suecia y Dinamarca (esta última cuenta con un pequeño museo en su honor en la catedral de Copenhague y, en el patio interior de su casa de descanso cerca de Nyhavn, se guarda todavía su escudo nobiliario esculpido en piedra). 
Todavía consiguió algo más Rebolledo: que la corte danesa otorgara su permiso para reconstruir la Iglesia católica que, tras la Reforma protestante, solo funcionaba en la clandestinidad familiar. Lo logró poco a poco: primero obtuvo la venia para que se celebrara misa en la embajada, por entonces situada en Kungetorget, centro viejo de Copenhague.
Durante el asedio sueco a Copenhague, Rebolledo puso su experiencia militar al servicio de los daneses y, como experto en artillería, contribuyó a abreviar el asedio. En Copenhague vivió penurias y se endeudó personalmente para mantener la embajada española, pues el servicio exterior en Madrid lo había olvidado. Todos esos largos años anduvo lleno de nostalgia y deseo de volver a su patria, como narra en un romance heroico:
«Sócrates, sin salir jamás de Grecia
pretende ser de todo el universo;
yo, que con los extraños he vivido,
morir entre los propios apetezco».
El rey lo nombró ministro en 1652 como premio a tan dilatados y sacrificados servicios; volvió a Madrid enfermo de gota para retirarse, cuando ya contaba sesenta y cinco años. En su ancianidad se consolaba estudiando cosmografía: 
«Esa brillante población de luces
que del sol obedece los preceptos
no nos influye tanto como alumbra
de su Autor al común conocimiento.
Y con los misteriosos eslabones
de la cadena que describe Homero,
a la primera causa nos conduce
por la contemplación de sus efectos.
De todo ser universal origen,
de toda inteligencia único centro,
unidad a que todo se reduce,
principio y fin de todo movimiento
en que se logra cierta la esperanza,
y más que cabe en ella poseemos,
descansan felizmente los cuidados
y viven inmortales los contentos».
Recluido en un monasterio, murió en 1676 y su título fue heredado por su hermano menor Benito, quien emigró a Chile, en donde viven todavía un centenar de Rebolledos.

## Obra
Su obra poética, formada por no pocos sonetos, traducciones bíblicas, poemas extensos y breves y algunas piezas teatrales y obras didácticas, fue concebida y compuesta en casi toda su integridad en Dinamarca, lejos de los cenáculos y academias literarias de la Corte, hecho que le confiere una extraña originalidad, en especial a sus sonetos, todavía hoy mal conocidos, aunque no fue olvidado por los autores del neoclasicismo en el siglo XVIII ni por Marcelino Menéndez y Pelayo en el XIX. Es esta originalidad la que hace de él, en cierto sentido, un novator o preilustrado, con un pensamiento muy moderno. El inventario que hizo de sus libros la Inquisición refleja su enorme curiosidad y la amplitud y profundidad de su cultura, posible gracias al acceso que tuvo a las más recatadas bibliotecas del norte de Europa. Su obra se conoce casi exclusivamente por una edición decimonónica de la Biblioteca de Autores Españoles.
Su estilo literario no sigue estrechamente los cánones conceptistas, pero recuerda de lejos a Quevedo en su contenido doctrinal y más bien toma como modelo formal y moral a los dos Argensolas, Lupercio y Bartolomé; por ello su poesía fue especialmente apreciada durante el siglo XVIII y Leandro Fernández de Moratín le cuenta entre los buenos poetas del siglo XVII en su poema La derrota de los pedantes.
Reunió sus poesías en Ocios (Amberes, 1650), cuyo tercer tomo lo constituyen las Rimas sacras. Esta obra conoció una segunda edición ampliada en su misma cuna, en 1660, y sería luego reeditada por Sancha en 1778, coincidiendo con su revalorización neoclásica.
El Discurso sobre la hermosura y el amor (1652), es en cierto modo anómalo en su obra y se inspira en la teoría del amor del Banquete platónico, divulgada por Marsilio Ficino y León Hebreo; de este último poseía en su biblioteca los Diálogos de amor. También tenía las obras de Platón en edición francesa.
El Discurso apologético va dirigido al señor Joachim Gestorf, senador y Gran maestre de Dinamarca, y fue escrito en 1656; defiende la doctrina católica sobre el purgatorio, mediando así en la polémica que sostuvo Rostoch con el jesuita Godofredo Francken a favor de este último, que era su amigo, años antes, en 1654. Rebolledo había enviado a Francken a Suecia para intentar convertir a la reina Cristina de Suecia al catolicismo, cosa que en efecto consiguió. La reina, posteriormente, otorgó a Rebolledo la insignia y banda de la Orden del Amaranto. Rostoch, además, había atacado a Rebolledo en un opúsculo. El discurso se tradujo al latín y se publicó en Colonia en 1660 con el título Dissertatio apologetica. Aparte de esto, escribió un discurso a la vez en alabanza y crítica de Epicuro, como el mismo Quevedo, y tres cartas impresas en la edición de sus obras (Amberes, 1660) donde se ofrecen datos costumbristas sobre la vida que lleva en Copenhague y se demuestra el importante papel que jugó Rebolledo en la conversión de la reina Cristina de Suecia al catolicismo.
La Selva militar y política (Colonia, 1654) es un largo poema didáctico en que expone la teoría militar y su experiencia como diplomático.
Las Selvas dánicas (Copenhague, 1654) narran la genealogía de la casa real danesa destacando favorablemente a los reyes que fueron católicos; encubre este texto un ataque al luteranismo y probablemente influyó en su destitución como embajador. La obra está dedicada a la reina Sofía Amelia de Brunswick-Lüneburg, que le había cedido el palacio de Hersholm para amparar sus ocios literarios.
La constancia victoriosa, égloga sacra se publicó en Colonia, 1655, en los talleres del impresor Antonio Kinchio; es una traducción del Libro de Job muy alabada por Marcelino Menéndez Pelayo que está dedicada a Cristina de Suecia. Forma un volumen conjunto con otras dos obras de temática religiosa: la Selva sagrada (Kinchio, 1657), una traducción completa de los Salmos con dedicatoria a Felipe IV, y el Idilio sacro (Amberes, Plantino, 1660), paráfrasis de la Pasión de Cristo inspirada en el Evangelio de San Juan y dedicada a la reina Mariana de Austria.
Los Trenos (1655) son una traducción en verso del libro bíblico Lamentaciones del profeta Jeremías, nunca impresa por separado, también muy estimada por Marcelino Menéndez Pelayo.
La Selva sagrada (1657) es una versión completa al castellano de los Salmos realizada "teniendo a la vista la interlineal de Benito Arias Montano y la literalísima versión castellana impresa por los judíos de Ferrara", según M. Menéndez Pelayo. Es una de sus obras más famosas.
Escribió además algunas obras de teatro: el Entremés de los maridos conformes, la ya mentada tragicomedia Amar despreciando riesgos y el Proemio a la comedia Sufrir más por querer más de Jerónimo de Villayzán.
Sus obras completas se conservan en ediciones originales con correcciones de su puño y letra en la biblioteca de la Universidad de Lund, segunda ciudad de Escania, región danesa arrebatada a Dinamarca por Suecia en 1667.